# Severino Poletto
Severino Poletto (Salgareda, 18 maart 1933 – Testona, 17 december 2022) was een Italiaans geestelijke en een kardinaal van de Rooms-Katholieke Kerk.

## Biografie
Poletto werd op 29 juni 1957 priester gewijd. Vanaf 1965 werkte hij als parttime parochiepriester in Oltreponte, terwijl hij terzelfder tijd in een plaatselijke fabriek werkte.
In 1973 was Poletto een van de oprichters van een diocesaan Centrum voor Familiepastoraat. Op 3 april 1980 werd hij benoemd tot bisschop-coadjutor van Fossano; zijn bisschopswijding vond plaats op 17 mei 1980. Toen Giovanni Dadone op 29 oktober 1980 overleed, volgde Poletto hem op als bisschop van Fossano. Hij diende tien jaar als secretaris van de bisschoppenconferentie van Piëmont. Op 16 maart 1989 werd hij benoemd tot bisschop van Asti en op 19 juni 1999 tot aartsbisschop van Turijn.
Bij het consistorie van 21 februari 2001 werd Poletto kardinaal gecreëerd; hij kreeg de rang van kardinaal-priester. Zijn titelkerk werd de San Giuseppe in Via Trionfale pro hac vice. Hij nam deel aan de conclaven van 2005 en 2013.
Op 11 oktober 2010 ging Poletto met emeritaat. Hij overleed in 2022 op 89-jarige leeftijd.
- Gemeinsame Normdatei: 129526681
- International Standard Name Identifier: 0000 0003 8223 7505
- Library of Congress Control Number: nr2006004470
- Istituto Centrale per il Catalogo Unico: TO0V254770
- Virtual International Authority File: 264134382
- WorldCat: E39PBJtrPXdxPJHMFgpgR4BdcP